# 天胡荽金腰
天胡荽金腰（学名：Chrysosplenium hydrocotylifolium）为虎耳草科金腰属下的一个种。

## 扩展阅读
- 維基物種上的相關：天胡荽金腰